# Cleistanthus tenerifolius
Cleistanthus tenerifolius är en emblikaväxtart som beskrevs av Airy Shaw. Cleistanthus tenerifolius ingår i släktet Cleistanthus och familjen emblikaväxter. Inga underarter finns listade i Catalogue of Life.